# زمین‌لرزه ۱۹۷۹ مکزیک
زمین‌لرزه مکزیک  در تاریخ ۱۴ مارس ۱۹۷۹ میلادی، برابر با ‎۲۳ اسفند ۱۳۵۷، ساعت ۱۱:۰۷:۱۶ به زمان یوتی‌سی در مکزیک رخ داد. ژرفای این زلزله ۲۴٫۴ کیلومتر بود، و بزرگی آن ۷٫۴ در مقیاس Mw اعلام شده‌است. زمین‌لرزه به وقت محلی در روز چهارشنبه، ساعت ۵ روی داده و منطقه زمانی آن یوتی‌سی -۶ بوده‌است (با لحاظ تغییر ساعت تابستانی).
سازمان زمین‌شناسی آمریکا نیز رومرکز این زمین‌لرزه را در مختصات ۱۷°۴۸′۴۷″شمالی ۱۰۱°۱۶′۳۴″غربی / ۱۷٫۸۱۳°شمالی ۱۰۱٫۲۷۶°غربی و ژرفای آن را در ۴۹ کیلومتر گزارش کرده‌است. بزرگی برگزیدهٔ این سازمان از میان بزرگیهای محاسبه‌شدهٔ مختلف ۷٫۶ در مقیاس Ms بوده و از دید اثر، در میان چهار دسته‌بندی «نامحسوس»، «محسوس»، «زیان‌آور» یا «با تلفات»، زلزله را «با تلفات» اعلام کرده‌است.
پروژهٔ «تنسور گشتاور مرکزوار» زاویه‌های (راستا، شیب، ریک) گسل سازندهٔ زمین‌لرزه و صفحه عمود بر آن را (°۳۰۶، °۱۵، °۱۱۰) یا (°۱۰۶، °۷۶، °۸۵) و نوع گسل را «معکوس» فرارسانده‌است.
شمار کشتگان زلزله حدود ۵ نفر بوده‌است.تعداد زخمیان ۳۵ نفر برآورده شده‌است.